# Brihaspa nigropunctella
Brihaspa nigropunctella là một loài bướm đêm trong họ Crambidae.